# Gusiewka (Baszkortostan)
Gusiewka (ros. Гусевка) – wieś (sieło) w Rosji, w rejonie saławatskim Baszkortostanu. W 2010 liczyła 199 mieszkańców.